# Крейсера проекта 26-бис
Крейсера проекта 26-бис «Максим Горький» — тип советских лёгких крейсеров времён Второй мировой войны. Являлись развитием крейсеров типа «Киров».

## История создания
Советское руководство обратило внимание на скромное бронирование первой серии «полутяжёлых крейсеров». Его решили усилить в первую очередь.
Работы по изменению проекта 26 в проект 26 бис выполнялись в ЦКБ-17 (так с 1937 г. стало называться ЦКБС-1) под руководством главного конструктора А. И. Маслова.

## Особенности конструкции
Корпус разделялся на 19 водонепроницаемых отсеков.
Отличались от прототипа, крейсера Киров, по следующим параметрам:
- Деревянную мебель заменили на металлическую;
- Толщина брони борта, траверсов и барбетов башен ГК была увеличена до 70 мм;
- Несколько усилена малокалиберная зенитная артиллерия;
- Четырёхногая фок-мачта заменена башенноподобной (для уменьшения вибрации КДП), реконструирована передняя надстройка (высота КДП 20 м вместо 26 на прототипе);
- Запас топлива увеличен до 1660 т;
- Запас авиабензина уменьшен до 4,8 т;
- Установлена отечественная катапульта ЗК-1 производства Ленинградского завода ПТО имени Кирова (главный конструктор Бухвостов);
- Установлена система приборов управления стрельбой (ПУС) «Молния-АЦ»
- Установлены усовершенствованные МПУАЗО «Горизонт-2» с ЗАС «Горизонт-2»;
- Пост УКВ связи перенесён на 4 ярус.

Предназначенный для них корабельный разведчик КОР-2 проектировался по схеме летающей лодки. Государственные испытания его начались в 1941-м году. Временно первые два крейсера проекта 26-бис получили самолёты-разведчики КОР-1, созданные в таганрогском ЦКБ морского самолётостроения, за отсутствием более совершенной машины. КОР-2 крейсера получили уже в ходе войны.

## Конструкция

### Корпус
Корпус крейсеров типа «Максим Горький» в целом повторял проект 26. Он был клепаным, с полубаком и транцевой кормой, имел две палубы — верхнюю и нижнюю (броневую) и две платформы. Система набора корпуса — в средней части (61—219 шп.) — продольная, с длиной шпации 750 мм, в оконечностях — поперечная, со шпацией 500 мм.
На протяжении 61—224-го шп. корпус имел двойное дно. Высота корпуса на миделе и в корме составляла 10,1 м, в носу — 13,38 м. Осадка 5,8 м. Высота борта над ватерлинией в носу составляла 7,6 м, на миделе 4,3 и в корме — 4,5 м (фактически «Максим Горький» в 1944 году имел при полном водоизмещении в носу 7,3 м, на миделе 4,23 и в корме — 4,52 м). Начальная метацентрическая высота при нормальном водоизмещении достигала 1,1 м. Впервые в практике советского судостроения нижняя часть полубалансирного руля и кромки гребных винтов выступали за основную линию на 1200 мм, в результате чего маневренность крейсера улучшилась.
Корпус разделялся на 19 водонепроницаемых отсеков, в главных переборках отсутствовали двери или какие-либо лазы под нижней (броневой) палубой. Непотопляемость корабля обеспечивалась при затоплении трех любых отсеков.
Крейсер имел два моторных катера КС-26, два 16-вёсельных моторных баркаса, два шестивёсельных яла и по одному четырёхвёсельному и шестивёсельному спасательному вельботу.

### Защита
Толщина броневого пояса шириной 3,4 м и броневых траверзов на 61-м и 219-м шп. составила 70 мм (на «Кирове» — 50 мм). Также 70 мм составила толщина брони передних стенок и крыш башен главного калибра и их барбетов и 30 мм — горизонтальная и вертикальная защита рулевого и румпельного отделений. Боковые и задняя стенки башен имели толщину 50 мм. По расчётам итальянских конструкторов такое бронирование давало зону свободного маневрирования от 152-мм полубронебойных британских снарядов на дистанции от 75 до 120 кбт (по подсчётам Платонова от 62 до 97) и от 155-мм снарядов французских лёгких крейсеров на дистанциях от 75 до 130 кбт. По расчётам советских конструкторов такое бронирование давало зону свободного маневрирования от 152-мм бронебойных снарядов орудий Б-38 на дистанции от 97 до 122 кбт.

### Вооружение

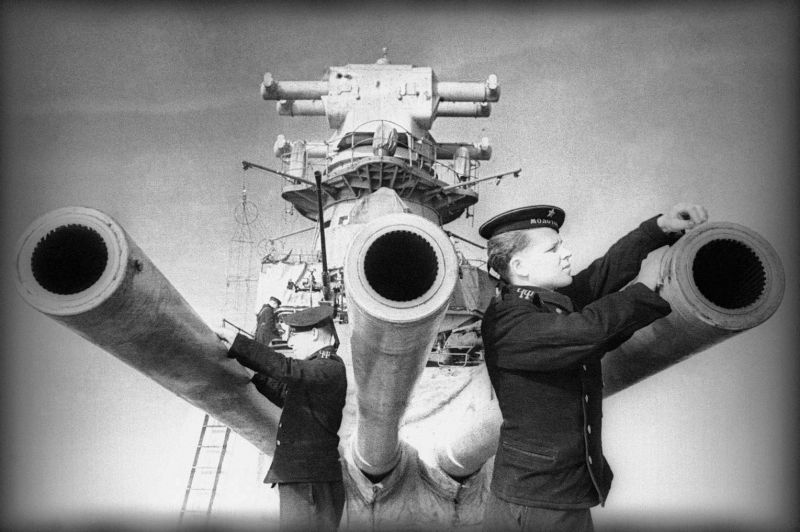
Башня главного калибра крейсера «Молотов», 1944 год

Артиллерия главного калибра состояла из девяти 180-мм орудий Б-1-П в трёх строенных орудийных установках МК-3-180. Боекомплект состоял из 900 (по 100 на орудие) выстрелов, в перегруз — 942 выстрела. Заряды были усиленно-боевыми, боевыми, пониженно-боевыми, уменьшенными и беспламенные (для применения ночью). Максимальная дальность стрельбы усиленно-боевым зарядом 97,5 кг бронебойным снарядом с начальной скоростью 920 м/с при угле возвышения в 45° достигала 37,5 км. По Чернышеву техническая скорострельность составляла пять с половиной выстрелов в минуту. Угол склонения — 4°, угол возвышения — 50°. По Якубову техническая скорострельность составляла шесть выстрелов в минуту (цикл стрельбы 10 с), показанная на испытаниях — пять с половиной. Угол склонения — 4°, угол возвышения — 48°, угол заряжания — 6°30`. Практическую скорострельность составлявшую первоначально два выстрела постепенно довели до 4-5 выстрелов в минуту.
Система приборов управления стрельбой «Молния-АЦ» крейсеров проекта 26-бис отличалась от системы «Молния», установленной на типе «Киров». В «Молнии-АЦ» для учёта углов крена использовалась гировертикаль «Шар», входящая в систему приборов управления огнем зенитной артиллерии «Горизонт-2». Теперь ПУС позволяли осуществлять стрельбу по невидимой цели при корректировке огня с самолёта. Что позволяло крейсерам проекта 26-бис реализовать полную дальность своей артиллерии, в отличие от предшественников.
В 1944 году крейсера получили РЛС управления огнём.
Зенитная артиллерия дальнего боя включала шесть 100-мм универсальных установок Б-34, расположенных на кормовой надстройке, по три на борт.
Для каждого орудия предусматривалось по 300 выстрелов.

### Главная энергетическая установка
Два главных турбозубчатых агрегата номинальной проектной мощностью 55 000 л. с. каждый размещались автономно в носовом и кормовом машинных отделениях. ГТЗА ТВ-7 выпускал Харьковский электромеханический и турбогенераторный завод (ХЭТЗ). Каждый ГТЗА с тремя турбинами переднего и двумя турбинами заднего хода состоял из трёх корпусов турбин высокого, среднего и низкого давления (ТНД и ТСД со ступенями крейсерского и экономического ходов). Турбины были только активного типа, что давало высокую надёжность работы при некотором проигрыше в экономичности. Частота вращения турбин была низкой — ТВД и ТСД 2290 об/мин, ТНД — 1760 об/мин. Носовой работал на винт правого борта, а кормовой — на винт левого борта. Бронзовые трехлопастные винты имели диаметр 4,7 м. Из-за применения низкооборотных турбин габариты агрегата были большими.
Главные котлы — водотрубные, шатрового типа — находились в автономных водонепроницаемых отделениях и обеспечивались двойным комплектом вспомогательных механизмов и теплообменных аппаратов. Их паропроизводительность — 106 т/ч перегретого пара с давлением 25 кг/см² и температурой 325 °С. Тепловой КПД котла 72 %. Запас питательной воды пополнялся из испарителей, установленных в котельных отделениях № 3 и № 6.
Удельный расход топлива на экономическом ходу при испытаниях крейсера «Калинин» составил 0,623 кг/л. с. × ч.
Скорость полного хода для крейсеров проекта 26-бис составляла 35,0 узлов, крейсерского 25,0 узлов, экономического — 17,8 узлов.
На экономическом режиме действовало по одному котлу в каждом эшелоне, на крейсерском режиме по два, в полном и самом полном — по три (все шесть).
Основной запас топлива (флотский мазут марки «Ф») хранился в междудонном пространстве, расходные цистерны находились в бортовых отсеках. Нормальный запас топлива составлял 650 т, полный — 1660 т, наибольший — 1750 т.
Главные турбозубчатые агрегаты крейсеров показали себя надежными в работе.
Мощность четырёх генераторов типа ПСТ-44/23 составляла 660 кВт (по 165 кВт каждый) работавших на постоянном токе (230 В), было так же два дизель-генераторов ПГ-44/2 (дизели 8Л-Ч) (по 165 кВт каждый). На «Калинине» и «Кагановиче» вместо них были два дизель-генератор типа ПГ-2 мощностью по 300 кВт напряжение 220 В постоянного тока.

## Модернизации
На крейсере Молотов 12 сентября 1943 года вместо старой установили модернизированную катапульту.
С появлением радиолокационных станций и вертолетов, корабельные самолёты-разведчики утратили значение, поэтому в октябре 1947 года на крейсерах демонтировали катапульты.

## Служба

### «Максим Горький»

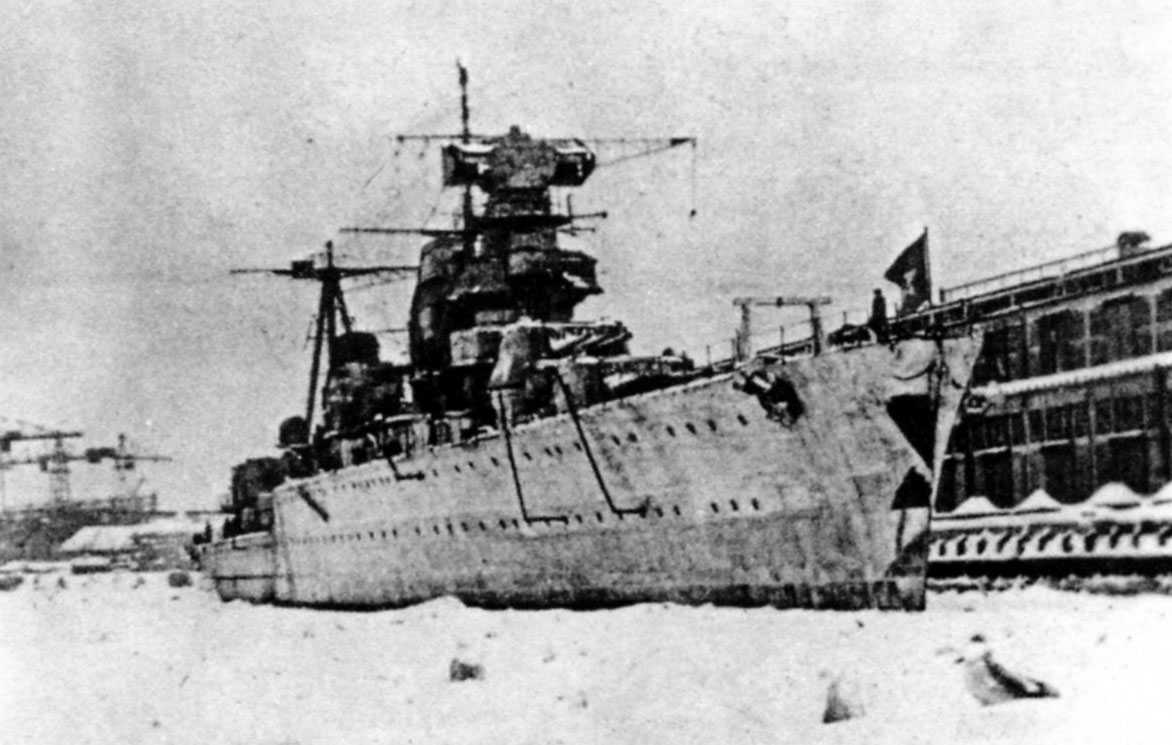
«Максим Горький» у пирса ленинградского торгового порта

Главный строитель — Н. Ф. Мучкин, затем В. С. Боженко. При строительстве обозначение крейсера — «заказ № 270». С 22 по 24 сентября крейсер совершил первый выход в море. Ответственным сдатчиком от завода-строителя был М. М. Михайловский. Сметная стоимость постройки составила 60 млн руб.
При вступлении в строй на «Максиме Горьком» насчитывалось 56 человек начсостава, 159 младших командиров, 682 краснофлотца — всего 897 человек.
13-14 декабря перебазирован из Кронштадта в Таллин. 14 июня перешел в Усть-Двинск.
В мае 1941 года перешел в Таллин. 14 июня перебазировался в Усть-Двинск.

### «Молотов»

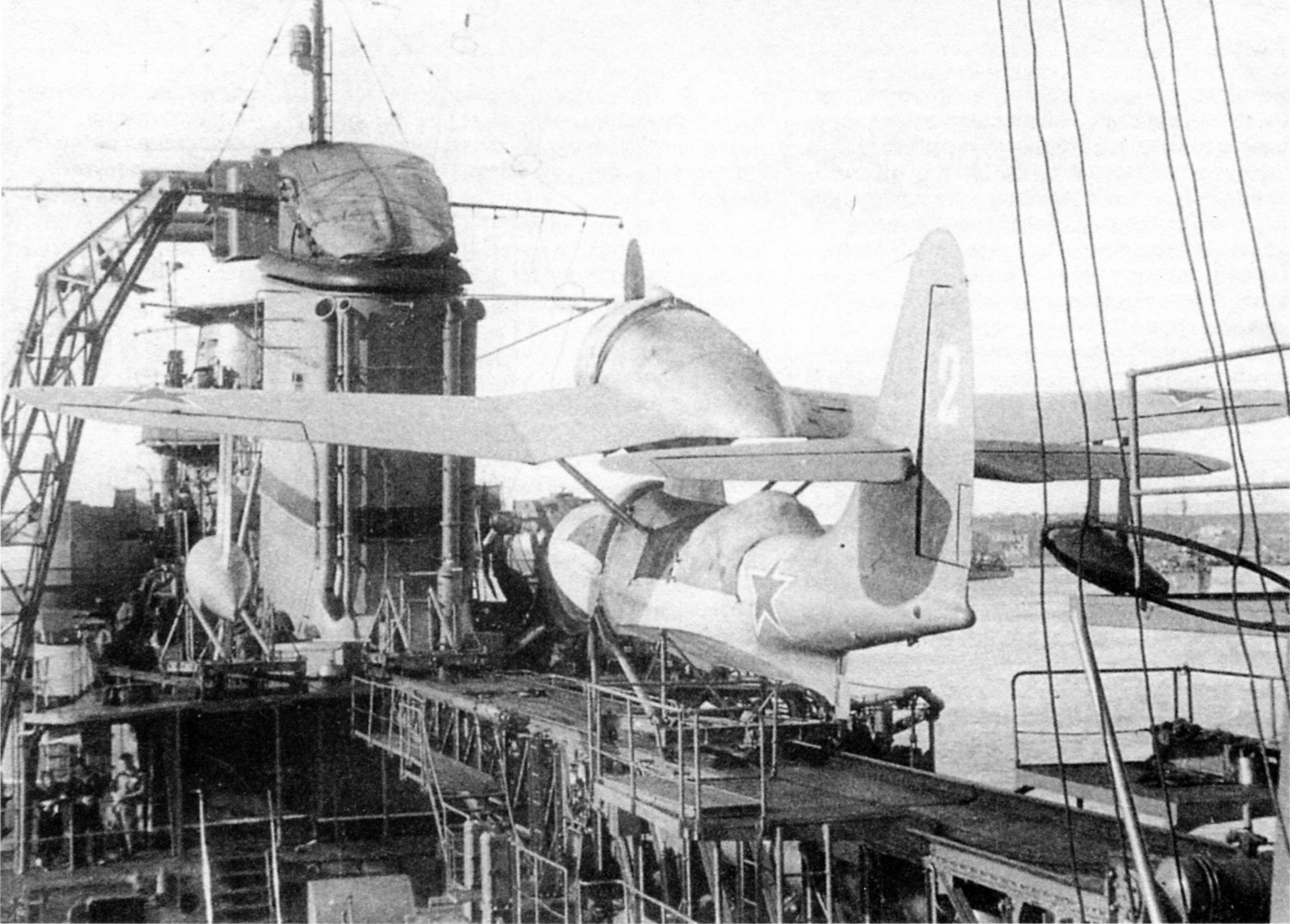
Гидросамолет КОР-2 на катапульте крейсера Молотов, 1941 год.

Строительство крейсера, который назвали «Молотов», началось на Николаевском заводе № 198 14 января 1937. Секции корпуса собирались на малом стапеле № 4. После освобождения стапеля № 1 средняя часть корпуса была приспущена до уреза воды, а затем 150-тонным краном её секции стали подаваться на стапель № 1. Спуск на воду был осуществлён 4 декабря 1939. С 11 ноября 1940 по 18 марта 1941 прошли заводские испытания, а с 19 марта по 31 мая состоялись и государственные испытания. На ходовых испытаниях корабль показал лучшие для крейсеров своего проекта скоростные показатели: 36,3 узла при мощности турбин в 133 тысячи л. с. Вступил в состав Черноморского флота 14 июня 1941.
На крейсере была установлена первая советская корабельная радиолокационная станция обнаружения «Редут-К».
На крейсер 26-27 декабря 1941 года в Поти на крейсер было погружено 15 вагонов боеприпасов, 1200 бойцов и командиров. 28 декабря крейсер снялся с якоря и взял курс на Севастополь, на переходе скорость достигала 32 узлов.
В ночь с 21 на 22 января 1942 года в результате шторма была повреждена обшивка на левом борту в кормовой оконечности от 264-го шпангоута до транца, по левому борту лопнули 4 шпангоута (с 290 по 293-й), сломан кормовой клюз, на 400 мм вогнут форштевень, затоплен таранный отсек, повреждены трубопроводы отопления в кормовых помещениях и оборудование отсека дымаппаратуры.
Ремонт крейсера выполнялся на судоремонтном заводе в Туапсе, форштевень полностью выправить не удалось, что снизило скорость «Молотова» на 2—3 узла.
14 июня в 8:21 «Молотов» вышел из Туапсе при этом развил 30-узловую скорость, в 11:15 прибыл в Новороссийск.
2 августа 1942 года в 1:27 торпеда попала в кормовую оконечность корабля справа.
Последствия воздушной атаки оказались серьезными. Взрывом оторвало 20 м кормовой оконечности крейсера (до 262-го шп.) с рулем, румпельным отделением с рулевой машиной и химическим отсеком. В кормовых отсеках погибли 18 человек.
Ремонт предусматривал присоединение к корпусу поврежденного корабля новой кормы недостроенного крейсера проекта 68 — «Фрунзе» (она была больше в разных местах от 200 до 1500 мм) за счёт разборки её наружной обшивки и бортового набора, последующего перегиба набора и сборки по новым образованиям. Правда, при этом нормальных обводов корпуса у «Молотова» обеспечить все же не удавалось. Максимальная скорость после ремонта составила около 28 узлов.
3 августа 1957 года после разоблачения антипартийной группы Молотова, Кагановича и Маленкова корабль был переименован в «Славу», что стало объектом для шуток — «Слава» было сокращением от имени «Вячеслав», а именно так и звали Молотова. 14 января 1959 крейсер вышел из боевого состава и был законсервирован, а спустя полтора года его расконсервировали и снова ввели строй.

### «Каганович»

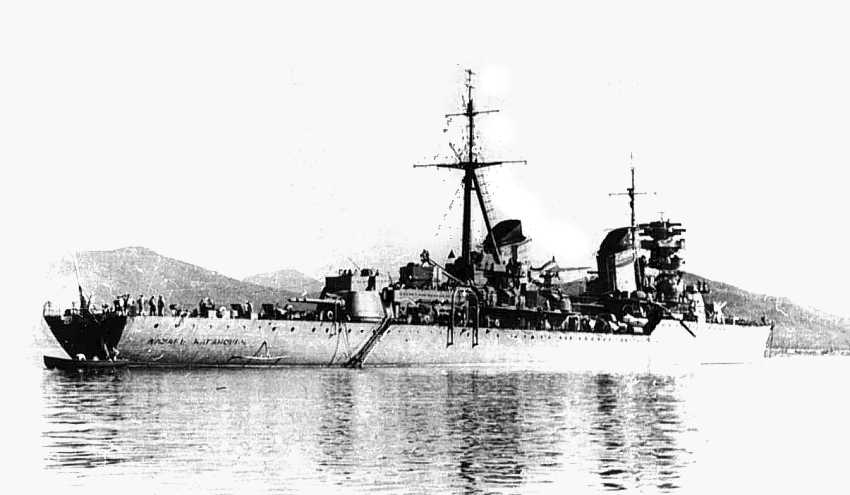
«Каганович» в 1944 году.

Для достраивавшихся в годы войны «Кагановича» и «Калинина» не было 100 мм / 56 орудий и они получили 85 мм /52 90-К. Сметная стоимость постройки «Кагановича» 111,2 млн руб. «Каганович» в 1946 году переименован в «Лазарь Каганович», 3.08.1957 — в «Петропавловск». 6 февраля 1960 года исключён из списков.

### «Калинин»
Заложен 12 июня 1938 года на заводе номер 199 в Комсомольск-на-Амуре. Спущен на воду 8 мая 1942 года. Вступил в строй Тихоокеанского флота 31 декабря 1942 года.
Сметная стоимость постройки «Калинина» достигла 108 млн руб.
| Проект  | Название       | Заложен              | Спуск на воду       | Дата вступления в строй | Флот          | Дата исключения из списков |
| ------- | -------------- | -------------------- | ------------------- | ----------------------- | ------------- | -------------------------- |
| 26 бис  | Максим Горький | 20 декабря 1936 года | 30 апреля 1938 года | 12 декабря 1940 года    | Балтийский    | 18 апреля 1958 года        |
| 26 бис  | Молотов        | 14 января 1937 года  | 4 декабря 1939 года | 14 июня 1941 года       | Черноморский  | 4 апреля 1972 года         |
| 26 бис2 | Калинин        | 12 июня 1938 года    | 8 мая 1942 года     | 31 декабря 1942 года    | Тихоокеанский | 12 апреля 1963 года        |
| 26 бис2 | Каганович      | 26 августа 1938 года | 7 мая 1944 года     | 8 февраля 1947 года     | Тихоокеанский | 1964 год                   |

## Оценка проекта
В книге германского адмирала Маршалла данные корабли отнесены к тяжёлым крейсерам. При этом Советский Союз во время разработки и начала строительства данных крейсеров не участвовал в международных договорах об ограничении морских вооружений и присоединился к ним позже.
| Сравнительные ТТХ проекта 26-бис и его зарубежных аналогов | Сравнительные ТТХ проекта 26-бис и его зарубежных аналогов | Сравнительные ТТХ проекта 26-бис и его зарубежных аналогов | Сравнительные ТТХ проекта 26-бис и его зарубежных аналогов | Сравнительные ТТХ проекта 26-бис и его зарубежных аналогов | Сравнительные ТТХ проекта 26-бис и его зарубежных аналогов |
| Основные элементы                                          | «Альмиранте Браун»                                         | 26-бис                                                     | «Фурутака»                                                 | «Аоба»                                                     | «Йорк»                                                     |
| ---------------------------------------------------------- | ---------------------------------------------------------- | ---------------------------------------------------------- | ---------------------------------------------------------- | ---------------------------------------------------------- | ---------------------------------------------------------- |
| Водоизмещение, стандартное/полное, т                       | 6800/9000                                                  | 8048/9575 — 9882                                           | 8700/11 273 — 11 275                                       | 9088/11 660                                                | 8250 — 8390/10 350 — 10 490                                |
| Энергетическая установка, л. с.                            | 85 000                                                     | 110 000                                                    | 103 400                                                    | 110 000                                                    | 80 000                                                     |
| Максимальная скорость, узлов                               | 32                                                         | 35                                                         | 33                                                         | 33                                                         | 32 — 32,25                                                 |
| Дальность плавания, миль на скорости, узлов                | 8030 (14)                                                  | 4880 (17,8)                                                | 7900 (14)                                                  | 8223 (14)                                                  | 10 000 (14)                                                |
| Артиллерия главного калибра                                | 3×2 — 190-мм                                               | 3×3 — 180-мм                                               | 3×2 — 203-мм                                               | 3×2 — 203-мм                                               | 3×2 — 203-мм                                               |
| Универсальная артиллерия                                   | 6×2 — 102-мм                                               | 6×1 — 100-мм                                               | 4×1 — 120-мм                                               | 4×1 — 120-мм                                               | 4×1 — 102-мм                                               |
| Лёгкая зенитная артиллерия                                 | 6×1 — 40-мм                                                | 9×1 — 45-мм/46, 4×1 — 12,7-мм                              | 4×2 — 25-мм, 2×2 — 13,2-мм                                 | 4×2 — 25-мм, 2×2 — 13,2-мм                                 | 4×1 — 40-мм, 2×4 — 12,7-мм                                 |
| Торпедное вооружение                                       | 2×3 — 533-мм ТА                                            | 2×3 — 533-мм ТА                                            | 2×4 — 610-мм ТА                                            | 2×4 — 610-мм ТА                                            | 2×3 — 533-мм ТА                                            |
| Бронирование, мм                                           | пояс — 70, палуба — 25, башни — 50, рубка — 65             | пояс — 70, палуба — 50, башни — 70, рубка — 150            | пояс — 76, палуба — 32 — 35, башни — 25                    | пояс — 76, палуба — 32 — 35, башни — 25                    | пояс — 76, палуба — 37, башни — 25, погреба — 76 — 140     |
| Экипаж, чел.                                               | 780                                                        | 897                                                        | 639                                                        | 657                                                        | 628                                                        |

Если сравнивать корабли проекта 26-бис с другими тяжёлыми крейсерами уменьшенного водоизмещения (не вполне соответствующих «вашингтонскому» стандарту), то можно отметить их более мощное вооружение и меньшую дальность. Хотя появление этих кораблей в своих флотах было обусловлено совершенно разными причинами, недостаточность защиты была очевидной (крейсера типа «Йорк» иногда назывались «полутяжелые»), их бронирование не защищало от прямых попаданий 180−203-мм снарядов на всех дистанциях и подобные корабли проигрывали в сопоставлении с полноценными «вашингтонскими» крейсерами. Сравнение проекта 26-бис с соразмерными иностранными крейсерами показывает, что советский корабль имел значительные преимущества в дальности стрельбы главного калибра и в весе бортового залпа. Дальность стрельбы его 180-мм орудий, при использовании усиленно-боевого заряда, составляла 211 кбт (38,6 км), то есть была на 20—30 % выше, чем у лучших образцов 203-мм орудий «вашингтонских» крейсеров. Однако на дистанциях до 80 кбт английские, американские, французские и итальянские лёгкие крейсера того же водоизмещения имели огневое превосходство благодаря большей скорострельности своих 152-мм орудий (4—7 выстр./мин). При этом большая дальнобойность вызывала больший износ ствола, что требовало намного более частые замены ствола. Боекомплект был всего 100 снарядов на ствол по сравнению, например, со 172 снарядами на ствол у британского «Йорка». Броня проекта 26-бис обеспечивала защиту от 152-мм орудий в диапазоне 97 — 122 кбт (17,7—22,4 км). Среди небольших крейсеров лучше были бронированы только «Колонии», все остальные крейсера проигрывали по защите советскому крейсеру. Крейсера проекта 26-бис показали высокую живучесть: они при подрывах на минах и после попадания авиабомб оказались способны сохранить остойчивость и плавучесть. Разрушения кораблей, хотя и были значительны по объёму, но ограничивались только небронированными частями. Жизненно важные отсеки, защищенные броней, страдали лишь от сотрясений — случаев проникновения снарядов или бомб под броню не было. Дальность плавания, достаточная для Балтийского и Чёрного морей, оказалась явно мала для Северного и Тихоокеанского театров. По этой характеристике, советские крейсера уступали многим иностранным, особенно английским. Но задачи и районы действий у них были разные. Британские корабли обеспечивали интересы британской Империи в любой точке Мирового океана. Основной же задачей советских крейсеров, считалось нанесение «сосредоточенного
удара» по противнику, пытающемуся прорваться к побережью Советского Союза. Следующие серии советских крейсеров предназначенных для действий в океане имели внушительную дальность.